# Сюй Вей (музикант)
Сюй Вей (кит. спр. 许巍, піньїнь: Xǔ Wēi); нар. 21 липня 1968) — китайський рок-музикант. Він народився і виріс у селі Панлю, поблизу Сіаня.

## Життєпис
Сюй Вей почав вчитися грати на гітарі у віці шістнадцяти років, коли навчався у школі. У квітні 1986 року він взяв участь у своєму першому конкурсі гітарного співу в Сіані і здобув першу премію. Після написання своєї першої пісні Сюй покинув плани вступати до університету, щоб натомість розпочати музичну кар'єру.
Наприкінці 1987 року Сюй Вей приєднався до Народно-визвольної армії, працюючи в художній трупі військового району Шеньсі. У 1988 році він вперше зіткнувся з рок-музикою. Наступного року йому запропонували вступити до Четвертого військово-медичного університету, але він відмовився. Протягом трьох років служби в армії Сюй навчився складати музику та писати пісні, написав кілька поп-пісень.
Сюй Вей залишив армію взимку 1990 року. У 1993 році організував гурт «Фей» (飞, «Літай»), який однак розпався в серпні наступного року. У групі він був солістом і ритм-гітаристом, а також відповідав за композицію текстів і музики.
У жовтні 1994 році Сюй Вей переїхав до Пекіна, де підписав контракт із «Червоною зіркою». В контракті передбачалося, що він випустить дві платівки за два роки. Однак перший сольний альбом Сюй Вея «Деінде» вийшов у 1997 році, а другий альбом «Той рік» вийшов лише в 2000 році після тривалої депресії.
У березні 2002 року Сюй Вей повернувся до Пекіна, щоб підписати контракт з Yifeng Music. Його третій альбом «Час. Прогулянка» здобув широке всекитайське визнання. Наступний альбом 2004 року «Кожна мить абсолютно нова» також був надзвичайно успішним. Сюй Вей провів свій перший великий сольний концерт у Пекінській робітничій гімназії 13 серпня 2005 року.
Сюй Вей досі пише та виконує рок-музику, хоча на його стиль вплинув поп.

## Особисте життя
Сюй Вей одружився у 1998 році на колишній армійській товаришці. Він зізнався, що багато з його романтичних віршів натхнені почуттями між ним і його дружиною. Пісні «Дім» (故乡) і «Тепло» (温暖) із його другого альбому присвячені дружині.

## Дискографія
- 1997 — «Деінде» (在别处)
- 2000 — «Той рік» (那一年)
- 2002 — «Час. Прогулянка» (时光·漫步)
- 2004 — «Кожна мить абсолютно нова» (每一刻都是崭新的)
- 2006 — «На шляху» (在路上)
- 2008 — «Підліткове кохання» (爱如少年)
- 2012 — «У цю мить» (此时此刻)
- 2018 — «Безкінечне світло» (无尽光)